# アスナ (自動車)
アスナ (Asüna) は、1992年にGMが小型乗用車をカナダ市場で販売するために新たに作った自動車ブランドである。
小型車市場において競争力を高めるために企画された流通販売網である「ジオ」と同一コンセプトのブランドで、販売店側の要望から作られた。

## 概要
GMカナダの小型車販売網として、アスナ以前は個別のモデルごとにさまざまなブランドで販売されていた。当時カナダで販売されていたGM系列の小型車として、いすゞモデルは「サターン/サーブ/いすゞ」販売網に、スズキモデルはシボレー系販売網に組み入れられていた。しかし「ポンティアック/ビュイック/GMC」販売網では、これらに相当するモデルの販売が盛んではなかった。
唯一「ポンティアック/ビュイック/GMC」販売網には「パスポート(Passport)」ブランドがあった。これは1988年に設立され、グループ内企業である大宇自動車(現:韓国GM)が韓国で「大宇・ルマン」として販売していた車両を、「パスポート・オプティマ」としてカナダで販売するためのものであった。ベースとなった「ルマン」は、同じGMグループ内で生産されたオペル・カデットEのバッジエンジニアリングモデルであった。1991年にGMカナダは販売網再編のため、方針転換して単独モデルのみを販売していたパスポートブランドを終了した。その際オプティマは「ポンティアック・ルマン」となり、ポンティアック系列に組み入れられた。
米国でジオブランドとして展開されていたモデルは、カナダでは1989年モデルイヤーから「シボレー」ブランドで販売されていた。1992年モデルイヤーからは「ジオ」ブランドで販売が開始され、「シボレー/オールズモビル/キャディラック」販売網で売られた。これは当時の小型車人気のため比較的好調であった。しかし系列の違う「ポンティアック/ビュイック/GMC」販売網はその恩恵にあずかることはできなかった。
「ポンティアック/ビュイック/GMC」販売網が同様のモデルの販売を望んだために作られたのがアスナだった。販売網の直接の土壌となったのは「パスポート」ブランドであった。
モデルはスズキとの共同企業であるCAMI、いすゞ、大宇から供給され、ジオ同様に輸入車を自国生産車とする形をとった。この手法を採用することで関税が完成輸入車よりも安価となった。
なお、この頃は安価で品質の良い輸入車に対抗すべくGM内でブランドが乱立された時期であり、類似した理由により同時期にサターンも立ち上がっている。
しかし販売実績がジオほど振るわず、事前にサンファイアの販売が終了してラインナップが縮小したこともあり1995年でアスナは終了した。SE/GTはモデル末期だったこともあり、そのままGMカナダのラインナップから消えた。唯一サンランナーのみポンティアック、GMC名義で販売が継続された。